# Grigori Michailowitsch Sawonenkow
Grigori Michailowitsch Sawonenkow (russisch Григорий Михайлович Савоненков; * 21. Februarjul. / 5. März 1898greg. im Gouvernement Smolensk, Russisches Kaiserreich; † 4. Februar 1975 in Moskau) war ein sowjetischer Offizier sowie Diplomat und zuletzt Generaloberst der Quartiermeisterdienste der Sowjetarmee. Er war zudem 1948 und 1951 Botschafter in Finnland.

## Leben
Grigori Michailowitsch Sawonenkow trat 1918 in die Rote Armee ein. Nach zahlreichen Verwendungen als Offizier und Stabsoffizier war er Leiter des Direktorats für Militärische Bauarbeiten sowie Chef der Sektion Quartiermeisterdienste des Leningrader Militärbezirks. Während des Deutsch-Sowjetischen Krieges (22. Juni 1941 bis 2. Mai 1945) war er zunächst Chef der Nahrungsmittelversorgung der Leningrader Front sowie anschließend von 1943 bis 1944 Chef der Rückwärtigen Dienste der Leningrader Front. In dieser Verwendung erfolgte am 25. September 1943 seine Beförderung zum Generalmajor sowie am 11. Mai 1944 zum Generalleutnant der Quartiermeisterdienste. Nach Ende des Fortsetzungskrieges (25. Juni 1941 bis 19. September 1944) gegen Finnland, der mit einem sowjetischen Sieg endete und zum Waffenstillstand von Moskau führte, war er zunächst von 1944 bis 1948 stellvertretender Leiter der Alliierten Kontrollkommission in Finland. 
Am 12. Januar 1948 wurde Sawonenkow Nachfolger von Alexander Nikititsch Abramow als außerordentlicher und bevollmächtigter Botschafter in Finnland und verblieb auf diesem Postebn bis zum 27. April 1951, woraufhin Wiktor Sacharowitsch Lebedew ihn ablöste. Nach seiner Rückkehr wurde er 1951 Leiter des Direktorats Verwaltung und Versorgung im Verteidigungsministerium und bekleidete diese Funktion bis zu seinem Eintritt in den Ruhestand 1969. Zuletzt wurde er am 7. Mai 1966 noch zum Generaloberst der Quartiermeisterdienste befördert. Nach seinem Tode wurde er auf dem Moskauer Nowodewitschi-Friedhof beigesetzt.
Für seine langjährigen Verdienste wurde Sawonenkow mehrfach ausgezeichnet und erhielt unter anderem folgende Orden und Auszeichnungen: drei Mal den Leninorden, fünf Mal den Rotbannerorden, den Kutusoworden Erster Klasse (22. Juni 1944) sowie den Orden des Roten Banners der Arbeit.